# Балликрой
Балликрой (англ. Ballycroy; ирл. Baile Chruaich) — деревня в Ирландии, находится в графстве Мейо (провинция Коннахт).